# 松平信敬
松平 信敬（まつだいら のぶよし）は、上野吉井藩の第7代藩主。鷹司松平家9代。

## 生涯
寛政10年（1798年）9月15日、第5代藩主・松平信成の三男として生まれる。
享和3年（1803年）4月18日、第6代藩主・松平信充が死去したため、その養子として家督を継ぐ。文化11年（1814年）4月1日、将軍徳川家斉に拝謁する。同年12月16日、従四位下侍従・弾正大弼に叙任する。
藩財政の再建のため、近江商人の松居久左衛門を登用し、5500両を借財して、文政4年（1821年）には厳しい倹約令を出し、さらに役人を3ヵ年にわたって休職させることで支出を抑えようとするなどの政策を採ったが、信敬自身が帰国せずに江戸在府のまま藩政を行なったことから、かえって藩政の混乱を招き、改革は失敗に終わった。
天保12年（1841年）4月27日（表向きには5月19日）に死去した。享年44。跡を養子（兄・松平房府の子）の信任が継いだ。

## 系譜
父母
- 松平信成（実父）
- 本姫 - 池田重寛の娘（実母）
- 松平信充（養父）

正室
- 尚 - 有馬頼端の娘

子女
- 鋭姫 - 松平信任正室
- 松平信発正室、松平信任の養女

養子
- 松平信任 - 松平房府の長男